# طارق الشيخ (ممثل)
طارق الشيخ (من مواليد مدينة دوما - ريف دمشق عام 1962) ممثل سوري شارك في العديد من الأعمال التلفزيونية والسينمائية والمسرحية والإذاعية إلا أن فرصه كانت قليلة في جميع المجالات السابقة على الرغم من إبداعه وخفة دمه في الأدوار الكوميديا التي أداها فقد أصبح المنتجين يستدعونه لأدوار لعدد من الأعمال. بدايته السنمائية المبكرة كانت في فلم «أيام في لندن» 1976 حيث كان طفلًا آنذاك.

## أعماله[4]
أيام الدراسة
باب الحارة

## في التلفزيون مسلسل وين الغلط عام ١٩٧٩
- كسر عضم 2022
- صح النوم حيث أدى دور صبي القهوة
- البناء 22 سنة 1990 حيث اشتهر بدور «ديبو» الذي أداه بحرفية عالية مع صديقه المبدع الراحل عصام سليمان «بهلول»
- عودة غوار سنة 1999
- الأستاذ مسلسل في 15 حلقة
- زوج الست
- الحصرم الشامي ج2
- أهل الراية بجزئيه
- أبو جانتي ج1
- أيام الدراسة بجزئيه
- ياسمين عتيق
- الغربال
- بواب الريح
- غيوم عائلية
- بقعة ضوء في عدة أجزاء
- قناديل العشاق

والكثير من الأعمال التي يصعب حصرها

## في السينما
نذكر فيلمين
- أيام في لندن 1976
- سواقة التكسي 1989

## في الإذاعة
عدة أعمال إذاعية نذكر منها حكم العدالة

## في المسرح
شارك في العديد من العروض المسرحية وكان أحد وجوه فرقة «دبابيس» التي اشتهرت بعروضها التجارية في دمشق.